# Nico Salatino
Nico Salatino (Bari, 1953) è un attore e comico italiano.

## Biografia
Figlio d'arte, padre violinista, all'età di 7 anni impara a suonare la fisarmonica, cominciando a calcare i primi palcoscenici. Nel 1973 comincia la carriera da cabarettista che lo condurrà al teatro dove diventerà uno dei più completi artisti pugliesi insieme al conduttore Ninni Di Lauro, e al collega Gianni Ciardo, cantautore e attore raro molto apprezzato per il suo recitare soprattutto nel teatro popolare dialettale.  
Nel 1978 avviene il debutto al cinema ed in Rai: gira da coprotagonista insieme a Annie Bell il film Switch ultima regia di Giuseppe Colizzi e partecipa al varietà All’arca! All’arca! su Rai 2 per la regia di Eros Macchi, per ben 7 puntate. Recita in vari lungometraggi, tra i quali ricordiamo Quello strano desiderio del 1979, per cui scrive il soggetto e La stazione con la regia di Sergio Rubini nel 1990. 
Nel 2003 è il coprotagonista, insieme a Gianni Colajemma, della sitcom di Antenna Sud Medici al Capolinea. Nel 2005 recita il ruolo di San Nicola nella sitcom di Telenorba Sottanos, parodia del telefilm I Soprano. Nel 2008 torna al cinema con il film Il passato è una terra straniera di Daniele Vicari. 

## Teatro
- L'augurio della casa, di Nico Salatino (1985)
- Il paradiso può aspettare, scritta e diretta da Nico Salatino (1987)

## Filmografia

### Cinema
- Quello strano desiderio, regia di Enzo Milioni (1979)
- Switch, regia di Giuseppe Colizzi (1979)
- Delitto carnale, regia di Cesare Canevari (1982)
- Odore di pioggia, regia di Nico Cirasola (1989)
- La stazione, regia di Sergio Rubini (1990)
- Via dell'Arte, regia di Pierluigi Ferrandini - cortometraggio (2005)
- Il passato è una terra straniera, regia di Daniele Vicari (2008)
- Trappola d'autore, regia di Franco Salvia (2009)
- Le frise ignoranti, regia di Antonello De Leo (2015)
- Erasing Mistakes, regia di Claudio Lisco e Leonardo Bartoli - cortometraggio (2018)

### Televisione
- All'arca! All'arca!, regia di Eros Macchi - varietà (1978)
- Medici al capolinea, sitcom (2003)
- Sottanos, sitcom (2005)

## Discografia

### 33 giri
- 1976: La Coscienza (Cultura & Musica, PN 016)
- 1978: Sapore di Puglia (Cultura & Musica, PNL 031)
- 1981: Il feroce Salatino (Cultura & Musica, PNL 070)
- 1985: Uccelli di Ruvo (Cultura & Musica, PNLP 116)

## 45 giri
- 1976: Femene / Le Bestie Sime Nu (Cultura & Musica, PN 018)
- 1979: Raptus / E Che Cappero (Cultura & Musica, PN 044)